# Gymnasium Hochrad
Das Gymnasium Hochrad ist ein Gymnasium im Hamburger Stadtteil Othmarschen. Die Schule wurde 1902 gegründet und 1909 als Lyzeum anerkannt. Bis 1969 war das Gymnasium eine Mädchenschule. Seit 1973 besteht eine Oberstufenkooperation mit dem benachbarten Gymnasium Othmarschen. Seit 1992 bietet das Gymnasium Hochrad bilingualen Unterricht auf Englisch an, seit 1995 verpflichtend. Ein weiterer Fokus der Schule ist der Sport, insbesondere Hockey, Tennis und Golf.

## Geschichte

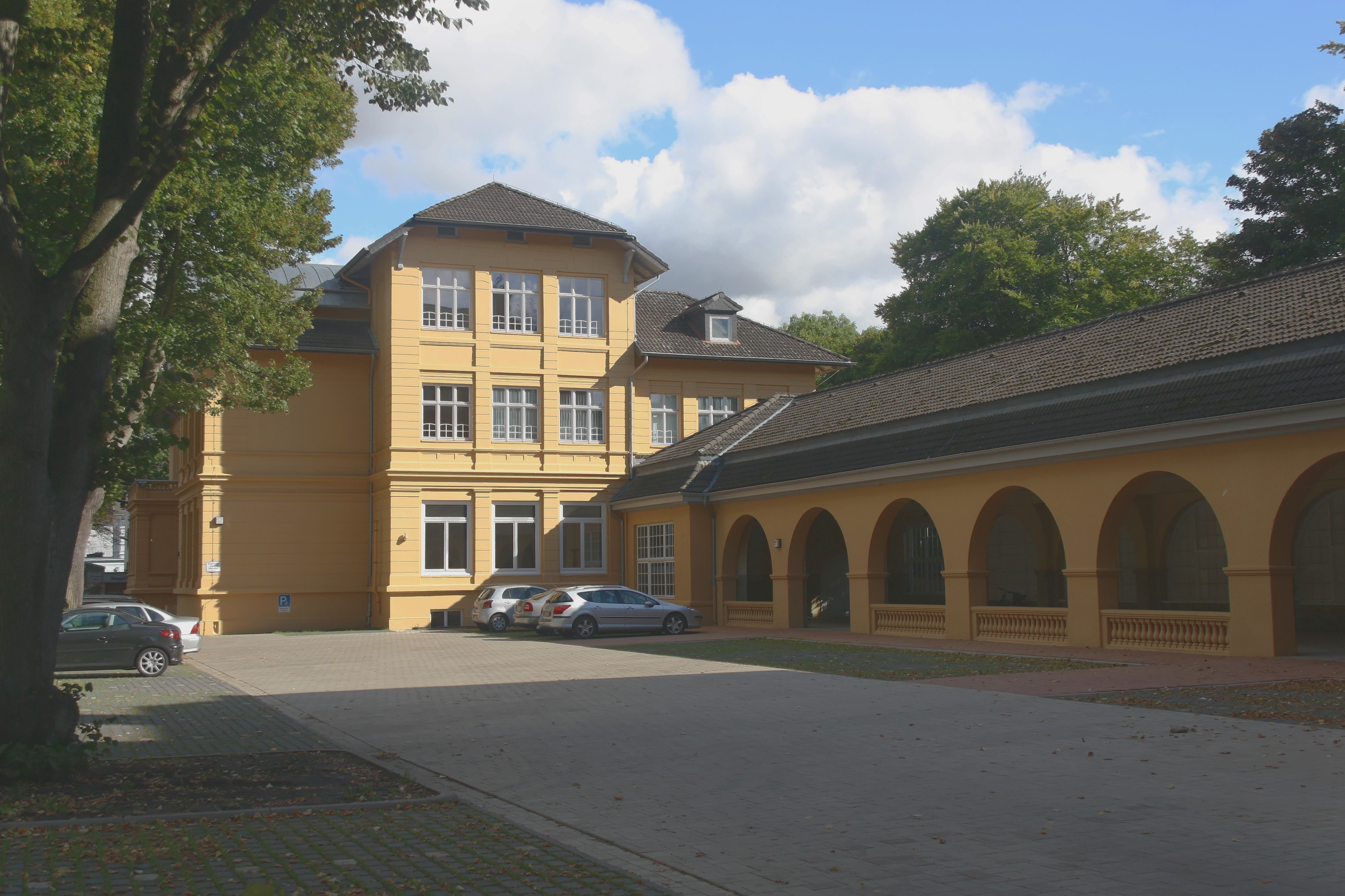
Altes Schulgebäude mit Wandelgang in der Waitzstraße

Vorläufer der Schule war eine von 1898 bis 1900 zeitweise betriebene Privatschule in der Ulmenstraße (später Klaus-Groth-Straße, heute Waitzstraße) in Othmarschen. 1901 erteilte die Gemeindevertretung von Groß Flottbek ihre Zustimmung zur Gründung einer Kuratoriumsschule in der Ulmenstraße, eine Vorschule für Jungen und Mädchen wurde eingerichtet. 1902 begann der Aufbau zu einer Höheren Mädchenschule, die Leitung übernahm Bertha Uhl. Als Gründungsjahr der Schule wird überwiegend 1902 genannt, teils auch 1901.
1909 wurde die Schule als Lyzeum anerkannt, dem Jungenklassen angegliedert waren. 1915 – während des Ersten Weltkriegs – erfolgte die Umwandlung von einer Kuratoriumsschule in eine von der Gemeinde Groß Flottbek getragene Schule. 1914/15 fügte man dem Schulgebäude in der Ulmenstraße einen zweiten Schulbau hinzu und verband ihn mit dem bestehenden Gebäude durch eine Wandelhalle. Der Neubau wurde von Lorenzen und Stehn entworfen. Das Gebäude in der Waitzstraße 31–35 steht unter Denkmalschutz und wird seit 1966 durch die Hamburger Volkshochschule genutzt. 1916 erhielt die Schule zu Ehren der ersten Leiterin Bertha Uhl den Namen Bertha-Lyzeum und wurde bis 1937 als Städtisches Bertha-Lyzeum Altona-Großflottbek geführt. Die Klassen führten in sechs Stufen bis zur Obersekundareife.
1938 erfolgte die Umwandlung in eine Vollanstalt, der Name war nun Oberschule für Mädchen (OfM) in Groß Flottbek. Die Schule wurde in der hauswirtschaftlichen Form betrieben. Ab 1957 hieß die Schule Gymnasium für Mädchen in Groß Flottbek und wurde als Neusprachliches Gymnasium geführt. Von 1959 bis 1966 zog die Schule schrittweise in das heutige Schulgebäude am Hochrad um. 1969 wurde die Koedukation eingeführt, 1971 erfolgte die Umbenennung in „Gymnasium Hochrad“. Im Jahr 1992 wurde ein bilingualer Zweig eingerichtet.

## Gebäude
Das heutige Schulgelände befindet sich nördlich der namensgebenden Straße Hochrad, an die auf der gegenüberliegenden (südlichen) Seite ein Gebiet mit Einfamilienhäusern und Villen anschließt. An der Westseite des Schulgeländes läuft die Straße auf den Jenischpark zu. Nördlich des Schulgeländes befindet sich ein Golfplatz des Großflottbeker THGC. Die Gebäude des Gymnasiums sind im ein- bis zweistöckigen Pavillonstil errichtet, wie er für Hamburger Schulbauten der 1950er Jahre typisch war. 2018/19 wurde im nordöstlichen Teil des Schulgeländes an der Golfstraße ein zweigeschossiger Fachtrakt für Naturwissenschaften und Kunst errichtet.

## Schulprofil
Das GH ist eine offene Ganztagsschule. Die Schülerinnen und Schüler können an kürzeren Schultagen bis 16 Uhr betreut werden oder Angebote bzw. AGs wahrnehmen, dies ist aber nicht verpflichtend. Die Schule hat knapp 1000 Schülerinnen  und Schüler (Stand 2017/18). Der Einzugsbereich umfasst Othmarschen, Groß Flottbek, Osdorf und Nienstedten. Bei der Erhebung des Sozialindex für Hamburger Schulen 2011 wurde für das GH auf einer Skala von 1 (nachteilige Voraussetzungen der Schülerschaft, höchster Förderbedarf) bis 6 (beste Voraussetzungen, kein Förderbedarf) ein Sozialindex von 6 errechnet. Im Schuljahr 2016/17 hatten 39 % der GH-Schüler einen Migrationshintergrund, geringfügig über dem Durchschnitt aller Hamburger Gymnasien.
Das Gymnasium Hochrad ist ein bilinguales Gymnasium. In Klasse 5 und 6 wird für alle verstärkter Englischunterricht erteilt, und von Klasse 7 bis 10 werden immer mindestens zwei Sachfächer auf Englisch unterrichtet.
Das Gymnasium Hochrad besitzt eine eigene Sportklasse. 2018 bewarb sich die Schule um den Titel „Partnerschule des Nachwuchsleistungssports“ in einem Förderprogramm der Stadt Hamburg, des örtlichen Olympiastützpunkts und des Hamburger Sportbunds. Die Hockey-Mannschaften des Gymnasiums haben mehrfach das Bundesfinale von Jugend trainiert für Olympia gewonnen.
Am GH werden in der Oberstufe derzeit sieben Profile angeboten, u. a. (genannt sind jeweils die profilgebenden Fächer):
- Social Sciences (bilingual) und Biologie
- Economics (bilingual) und Geographie
- Geographie und Biologie
- Biologie und Chemie
- Geschichte und Bildende Kunst
- Sport und Biologie

Neben den Profilen des Gymnasiums Hochrad können auch Profile des Gymnasiums Othmarschen gewählt werden.

## Bekannte Ehemalige
- Bertha Uhl (1867–1955), Leiterin der Schule bis 1915[10]
- Emmy Brode (1890–1967), Kunstlehrerin
- Peter Koj (* 1938), Lehrer (1983 bis 2000 am GH)
- Elisabeth Motschmann, geb. Baronesse von Düsterlohe (* 1952), Mitglied des Deutschen Bundestages für die CDU (1971 Abitur am GH)
- Anna von Treuenfels, geb. von der Decken (* 1962), Mitglied der Hamburgischen Bürgerschaft für die FDP (1983 Abitur am GH)
- Kari Erlhoff (* 1979), Autorin (Abitur am GH)
- Louis Klamroth (* 1989), Schauspieler und Fernsehmoderator (Abitur am GH)